# アメリカ・イギリス相互防衛協定
1958年のアメリカ・イギリス相互防衛協定（The 1958 US–UK Mutual Defence Agreement）は、アメリカ合衆国・イギリス間での核兵器開発協力に関する二国間条約。
この協定が署名されたのは、イギリスがグラップル作戦で最初の水素爆弾のテストに成功した後のことであった。アメリカはフランスを含むいくつかのNATO加盟国とニュークリア・シェアリングを結んでいたが、この協定はもっとも包括的なものだった。
この協定は10年ごとに更新され、2014年の更新では2024年まで延長された
。

## 協定
こ の協定によりアメリカとイギリスは、それぞれの「核兵器の設計、開発および生産能力」を改善することを目的とする機密情報を交換することが出来るようになった。この協定には、核兵器の使用と防護に関わる人員の訓練、敵の能力の評価、核兵器運搬システムの開発、および軍用原子炉の研究・開発・設計といった防衛計画が含まれている。協定により、特別な核関連の物質（例えばプルトニウム、高濃度濃縮ウラン、トリチウム）や、部品、装備、および、「核兵器の非核部分」の両国間の移転が可能になった。協定は、イギリスの最初の原子力潜水艦ドレッドノートに組み込まれた、アメリカの潜水艦用核推進プラントの完全な一式およびその濃縮ウラン燃料の輸出をもカバーしている。この協定により、イギリスはネバダ核実験場における地下核実験を実施することも可能であり、最初の核実験は1962年3月1日に行われた。
この協定では、機密情報事項もカバーされているが、イギリス政府は協定のこの部分を公開しなかった。「なぜなら、重要な機密事項を秘匿する必要があるし…核拡散を助長してしまうかもしれないからだ」。この協定により、以前の相互防衛を目的とする核情報に関する協力合意（1955年）は差し替えられた。1963年4月6日、別途、ポラリス売却協定 (Polaris Sales Agreement) が署名された。

## イギリスの核兵器開発に対する支援
本協定により最初期に得られた利益は、1961年、アメリカ製のW28爆弾を、ブルースチール・ミサイルのためのレッドスノー熱核爆弾として「イギリス化」することが認められたことである。1974年、CIAの核拡散評価は「多くの場合、（核およびミサイルの分野におけるイギリスの機微に係る技術）はアメリカから受け取った技術に基づくものであり、アメリカの許可なしに正統に移転させることはできない」と記している。アメリカ大統領は核兵器部品のイギリスへの移転を少なくとも1975年から1996年にわたって認可していた。
イギリス政府の英国会計検査院は、イギリス・トライデント計画向けの核弾頭の開発および生産に関する支出は、「とある核弾頭関連部品」を供給したアメリカのせいで好ましくない影響を受けたと記している。イギリスのトライデント・ミサイル用の核分裂性物質のあるものは、アメリカから購入したものである。イギリスのトライデントの弾頭の設計もまた同様に、アメリカのトライデントに装着されているW76と、設計および爆発モデル・データについて同様に購入したかあるいは基礎にしたという証拠がある。

## 特別核物質取引
本協定のもとで1960年から1979年にかけての時期に、5.47トンのイギリス製プルトニウムが、6.7キログラムのトリチウムと7.5トンの高濃縮ウランと引き換えに、アメリカに送付された。さらに、470キログラムのプルトニウムが両国間で交換されたが、この件は秘匿されたままである。イギリス製プルトニウムのいくらかは、1962年、原子炉級プルトニウムの核兵器実験としてのみ知られるアメリカ政府の実験に用いられた。
アメリカに送られたプルトニウムには、イギリスの民需向けマグノックス炉で生産されたものを含んでおり、アメリカはそのプルトニウムを核兵器プログラムには使用しないと保証した。そのプルトニウムはカリフォルニウム生産および原子炉研究を含む民需向けプログラムで使用された。しかしながら、イギリスは引き換えに軍用核物質を手に入れており、この取引でイギリスの民需向け発電施設は兵器用物質をおそらく提供している。